# 安什维尔
安什维尔（法語：Incheville，法語發音：[ɛ̃ʃvil]）是法国滨海塞纳省的一个市镇，属于迪耶普区。

## 地理
安什维尔（50°0'39"N, 1°29'36"E）面积7.89 平方千米，位于法国诺曼底大区滨海塞纳省，该省份为法国北部沿海省份，其西部及北部濒大西洋英吉利海峡，东起顺时针与索姆省、瓦兹省、厄尔省和卡爾瓦多斯省接壤。
与安什维尔接壤的市镇（或旧市镇、城区）包括：博尚、布雷勒河畔布万库尔、隆格鲁瓦、加马什、蓬和马赖。

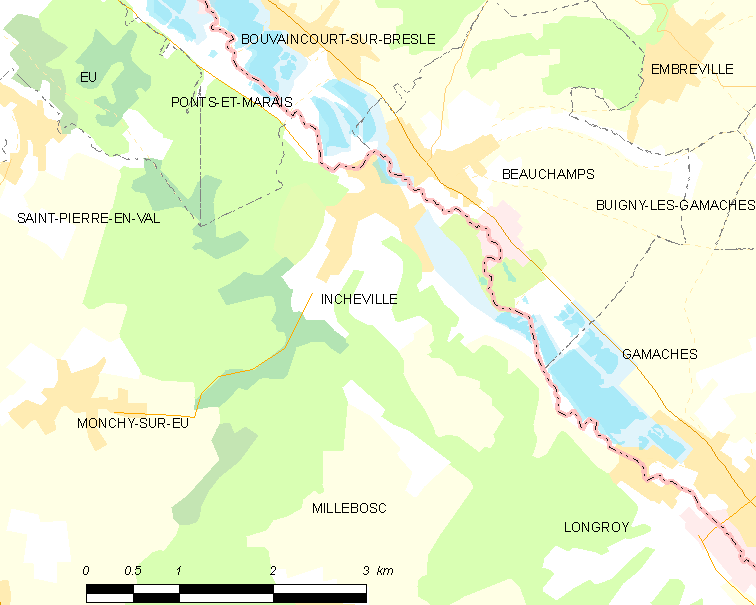
安什维尔的OSM定位图

安什维尔的时区为UTC+01:00、UTC+02:00（夏令时）。

## 行政
安什维尔的邮政编码为76117，INSEE市镇编码为76374。

## 政治
安什维尔所属的省级选区为厄镇县。

## 人口

1962-2008年间安什维尔人口变化图示

安什维尔于2022年1月1日时的人口数量为1138人。